# Білорусь на зимових Паралімпійських іграх 2018
Білорусь на зимових Паралімпійських іграх 2018 в Пхьончхані була представлена командою з 15 осіб у двох видах спорту: біатлоні та лижних перегонах.
Прапороносцем на церемонії відкриття XII ігор стала багаторазова чемпіонка і призер Параолімпіад і чемпіонатів Людмила Волчьок.
Капітаном команди став титулований паралімпієць Дмитро Лобан, а шефом білоруської місії став Микола Шудейко, який є генеральним секретарем Паралімпійського комітету Білорусі.

## Медалі
| Золото |                                         |                                                             |
| №      | Спортсмени                              | Вид спорту (дисципліна)                                     |
| 1      | Світлана Саханенко Лідер — Роман Ященко | Лижні перегони (жінки, 15 км, категорія В2)                 |
| 2      | Юрій Голуб                              | Біатлон (чоловіки, спринт на 12,5 км, категорія В3)         |
| 3      | Світлана Саханенко Лідер — Роман Ященко | Лижні перегони (жінки, 1,5 км, категорія В2)                |
| 4      | Світлана Саханенко Лідер — Роман Ященко | Лижні перегони (жінки, 7,5 км, категорія В2)                |
| Срібло |                                         |                                                             |
| 1      | Дмитро Лобан                            | Біатлон (чоловіки, спринт на 7,5 км, категорія LW12)        |
| 2      | Юрій Голуб                              | Біатлон (чоловіки, спринт на 7,5 км, категорія В3)          |
| 3      | Юрій Голуб                              | Лижні перегони (чоловіки, 20 км, категорія В2)              |
| 4      | Дмитро Лобан                            | Лижні перегони (чоловіки, спринт на 1,1 км, категорія LW12) |
| Бронза |                                         |                                                             |
| 1      | Лідія Графеєва                          | Біатлон (жінки, спринт на 6 км, категорія LW12)             |
| 2      | Світлана Саханенко Лідер — Роман Ященко | Біатлон (жінки, спринт на 6 км, категорія В2)               |
| 3      | Лідія Графеєва                          | Біатлон (жінки, 12,5 км, категорія LW12)                    |
| 4      | Юрій Голуб                              | Лижні перегони (чоловіки, 10 км, категорія В3)              |

## Склад збірної

### Біатлон
- Юрій Голуб
- Лідія Графеєва
- Дмитро Лобан
- Євгеній Лук'яненко
- Світлана Сахоненко
- Василь Шаптебой

### Лижні перегони
- Людмила Волчьок
- Юрій Голуб
- Лариса Ворона
- Лідія Графеєва
- Світлана Саханенко
- Микита Ладесов
- Вадим Липинський
- Дмитро Лобан
- Євген Лук'яненко
- Світлана Сахоненки
- Ядвіга Скоробогата
- Дарина Федькович
- Аркадій Шикуть
- Валентина Шиц